# Праццо
Праццо (итал. Prazzo) — коммуна в Италии, располагается в регионе Пьемонт, в провинции Кунео.
Население составляет 186 человек (2008 г.), плотность населения составляет 4 чел./км². Занимает площадь 51 км². Почтовый индекс — 12028. Телефонный код — 0171.
Покровителем коммуны почитается святой апостол Иаков Старший, празднование 25 июля.

## Демография
Динамика населения:

## Администрация коммуны
- Официальный сайт: http://www.comune.prazzo.cn.it/